# Ulica Karla Liebknechta w Mińsku

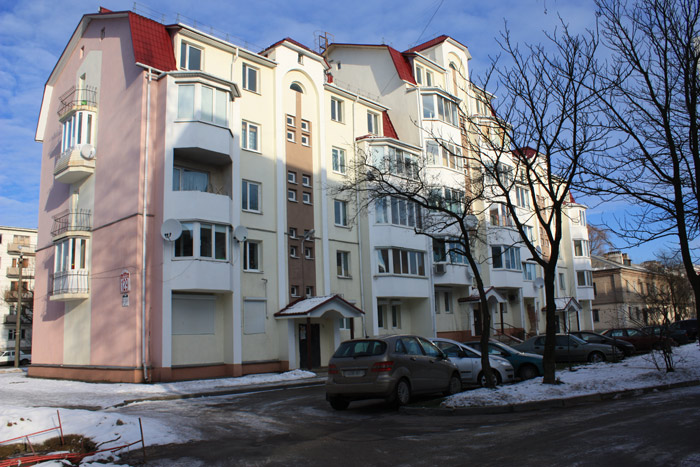
Nowe budownictwo na przecięciu ul. Liebknechta i Karłowa

Ulica Karla Liebknechta (biał. Вуліца Карла Лібкнехта, Vulica Karła Libkniechta) – ulica w Mińsku, stolicy Białorusi.
W roku 1922 dawna ulica Niemiecka otrzymała imię żydowskiego działacza komunistycznego z Niemiec Karla Liebknechta (1871–1919). Formowała się w miarę powiększania się miasta. Stara jej część od ul. Miasnikowa do cmentarza niemieckiego zabudowana była drewnianymi domami w końcu XIX i początku XX wieku.
Ulica składa się z trzech niezależnych odcinków. Całkowita jej długość z uwzględnieniem przerw między odcinkami wynosi 2850 m.